# 경쟁

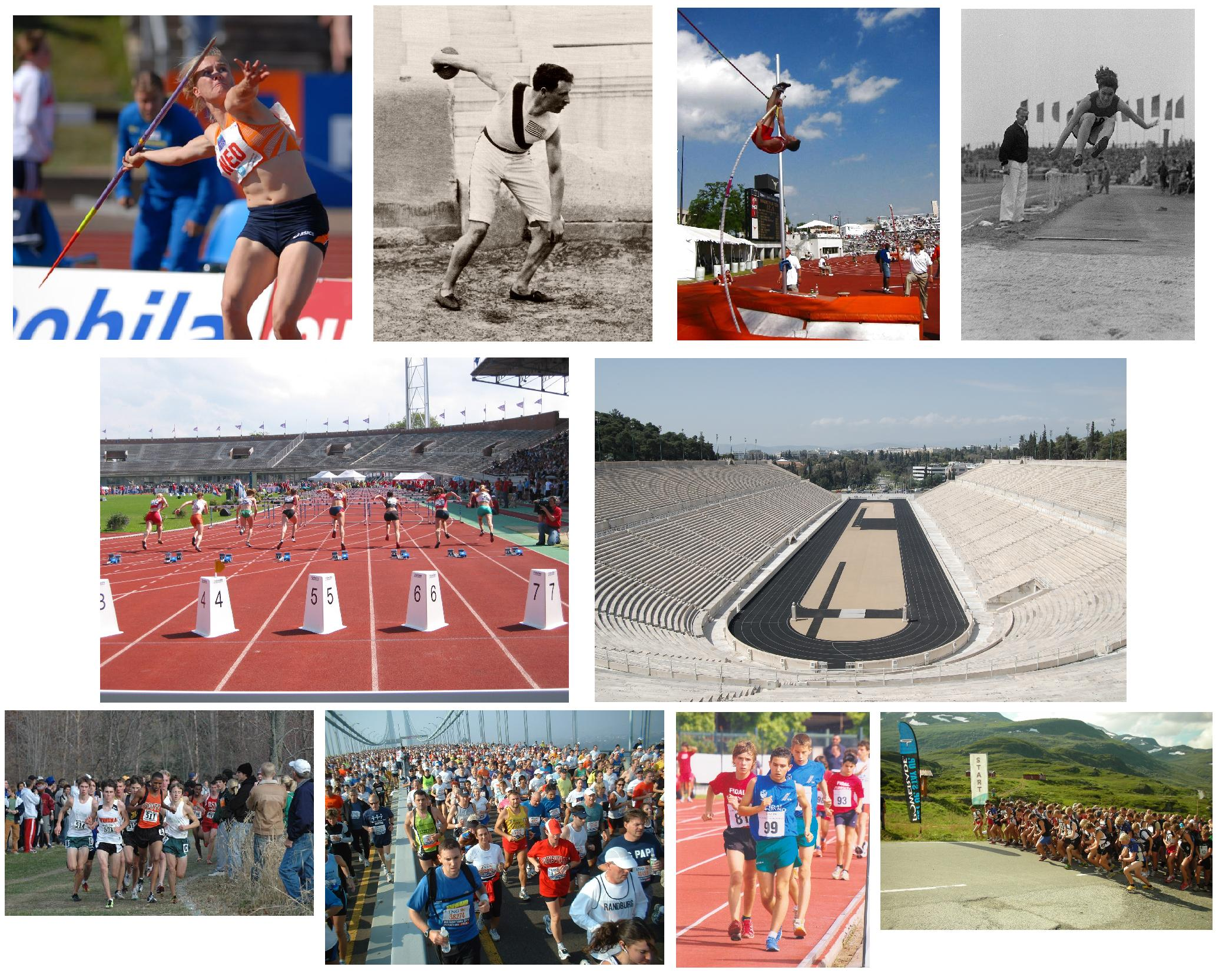

경쟁(競爭)은 둘 이상의 사람이나 집단이 무언가를 놓고 겨루는 것을 말한다. 경쟁은 보통 제한된 자원을 가진 환경에 공존하는 생물 사이에서 자연스럽게 일어난다. 짐승들은 한 군집 내에 같이 살고 있는 다른 종(種) 또는 같은 종 사이에서 물, 먹잇감, 짝짓기 대상 등 자원이 부족할 때, 사람들은 부, 명예, 신임 등을 두고 개체들이 자원을 서로 차지하려고 경쟁한다. 협동(協同)과는 반의어이다.
르네 지라르는 '획일화 상황에서 어떠한 차이도 만들지 못하는 무익한 싸움으로 사람들의 힘을 고갈시키는 경쟁'이 전체주의라고 정확하게 규정하고 있다. 점차 욕망의 모델과 가까워지는 평등은 조화를 낳는 것이 아니라 갈수록 더 심각한 경쟁만을 낳고 있다. 물질적 이익의 원천인 이 경쟁은 훨씬 더 심각한 정신적 고통의 원인이다. 왜냐하면 물질은 어떠한 것도 이를(정신적) 만족시킬 수 없기 때문이다. 우리는 원래부터 경쟁을 하게 되어 있는 것이 아니라, 우리의 욕망이 동일한 대상을 향해 수렴하고 있기 때문에 경쟁이 생겨난다는 것이다. 경쟁을 하는 사람들은 욕망이 획일화되고, 욕망이 획일화되면 경쟁이 더더욱 가속화된다. 욕망의 획일화를 부추기는 경쟁이 초래하는 위기를 무차별 위기(crise d'indifferénciation)라고 한다. 특정 국가의 문제라기보다는, 시장경제논리에서 본질적으로 제기되는 문제로 볼 수 있다.

## 경쟁 협력 절충론

### 협력에 바탕을 둔 경쟁론(경쟁 불가피론)
너도 없고 나도 없는 무한 경쟁 속에 사람다운 삶은 없다. ....(중략).... 그런데, 협동에 의한 경쟁을 강조한다고 하더라도, 모든 것이 다 협동으로만 이루어지는 것은 아니다. 사람 본성에 어느 정도는 경쟁이 잠재되어 있어서, 협동을 장려하더라도 경쟁이개입될 수밖에 없다. 그러나 그것은 남과의 경쟁을 촉발하는 쪽보다는 자신과의 경쟁으로 이끌려야 한다. 자신이 해놓은 성과에 대한 비판, 그리고 그것보다 좋은 결과를 만들기 위한 경쟁싸움에 중심을 이룬다. 이게 프로세계의 경쟁이다. 마찬가지로 교육활동에서도 학생들이 다른 사람과의 경쟁이 아니라, 일에 대한 성과와의 경쟁이 일어나게 해야 한다. 사람들과 사이좋게 어울리면서 협력하고 서로 존중하는 가운데, 일의 성과를 위해서 더 좋은 성과를 만들어내기 위한 경쟁이 촉발되는 교육조건을 만들어야 한다. 이 경쟁은 사람과의 경쟁이 아니라, 일과의 경쟁이다. 국가의 과도한 경쟁을 유발하는 정책에 대한 검토가 필요하다. 사람살이에 완전 경쟁 완전 협동은 있을 수 없다. 개인적인 이익만을 추구한다 하더라도 그곳에는 늘 협동이 없는 성공은 있을 수 없다. .....(중략)..... 경쟁의 폐단을 극복하기 위한 대안으로, 협력에 바탕을 둔 경쟁이다. (네일 버퍼와 브란데버그(1996)는 협력(Cooperration)과 경쟁(competion)을 합성한 Co-Opetion코피티션) 학교교육에서 협력의 원리를 살려내야 한다.

## 경쟁 부정론

### 경쟁/협력 양립 불가능설 1
이익과 이익이 충돌하는 것은 무엇이며, 그 원인은 어디에 있는가? 욕망과 욕망이 충돌하는 것은 삶의 '희소성(인위적 결핍상태)'에 있는 것이 아니라, 필요와 욕망의 경계를 망각한 인식의 오류와 가치의 혼돈에 있다. 삶의 필요는 기본적인 욕구와 본능에 기초한 것이라면, 그것은 욕망과 낭비가 아니다. 그러나 기본적인 욕구와 본능을 넘어선 모든 필요는 욕망으로 전환된다. 욕망은 삶의 잉여에 기초한 것이 아니라, '희소성(인위적 결핍상태)'에 기초한 것이기 때문에, 세계는 우리에게 무한한 기회를 주지 않으며, 파괴적이고 낭비적인 삶에 대한 냉엄한 대가를 안겨준다. 욕구나 필요의 범위는 삶의 희소성과 관련이 없다. 기본적인 욕구의 삶으로 보면, 이 세계는 잉여자원이다. 인간이 생태적인 삶의 계율(자정능력 범위)을 지키는 창조적인 문화를 갖는다면, 이 세상은 쾌락과 고통의 악순환이 아니라, 낭비 없는 기쁨을 가져다주는 아름다운 공간이다. 경쟁과 협력이 동일선상에서 기능할 수는 없다. 경쟁은 이익과 승리를 목표로 하기 때문에 상호배타적이다. 경쟁은 일방적으로 손해와 패배(양보)를 강제하는 가치로, 상생공존의 가치인 협력이 함께 작용할 수는 없다. 경쟁은 승리와 실패에 대한 두려움으로 상호배타적인 본성 위에 기초해 있다. 사람은 누구와 비교할 수 없는 저마다 고유한 존재 가치를 인정한다고 하면서, 경쟁을 정당화하는 것은 모순이다. 경쟁은 인간의 다양성과 서로 다른 가치를 하나의 가치 기준과 능력을 놓고 비교하는 것은 모순이다. 만약에 경쟁이 예외적으로 성립될 수 있는 존립 근거를 허용한다면, 그것은 오직 한 가지 인격과 동일시 하지 않을 수 있는 의식상태일 경우이다. 사람의 다양한 능력 가운데, 어떤 하나의 능력을 물리적인 측도로만 비교하는 것으로 끝내버릴 수 있을 때, 즉 그것을 인격과 동일시하지 않는다는 원칙에서만 가능하다. 그렇게 될 경우에는 이미 경쟁이 필요하지 않다. 자신의 타고난 고유의 능력과 자신의 기질에 맞는 가치를 왜, 다른 사람과 비교하며 경쟁으로 이겨야 하고, 거기서 쾌감을 느끼며 우월감을 갖는가. 그러한 행동은 정당하다고 할 수 없다. 그리하여 그 반대편에서 시기와 질투를 가지며 저항을 불러오고, 적대감과 불필요한 갈등과 비생산적인 쾌락으로 삶의 에너지를 낭비한다.
한 사람의 능력을 비교하는 것은 인격과 동일시 하지 않고, 단순히 그 일에 대한 물리적 측정으로 그쳐야 하며, 하나의 가치와 동일한 잣대일 때 가능하다. 인간이 어떤 작업을 통해 그 일의 성과에서 단순히 물리적인 비교와 평가로 끝날 수 있다면, 경쟁은 필요하지 않다. 인격과 능력을 동일시하지 말아야 하는데, 하나의 가치 기준에다 다른 모든 능력과 개성을 배제하고, 한 가지 우월한 능력과 가치를 자신과 동일시 하는 데서 오는 인식의 오류에서 비롯한다. 인격과 결합한 경쟁심리는 파괴적인 인간의 행동을 가져온다. 경쟁의 일탈은 단순한 놀이와 일의 물리적 측정에서 벗어난 것으로, 심리적으로 가공된 문화의 산물이며, 경쟁은 인간관계의 파괴적인 가치로 작용한다. 경쟁은 불안과 고통, 그 뒤에 오는 일시적인 쾌락에 대한 추구이고, 그것을 반복하면서 자신도 모르게 조건화 된 행동의 악순환이다. 경쟁에 따른 불안과 고통과 쾌락은 오직 시간, 심리적 기억의 분열 때문이다.

### 경쟁/협력 양립 불가능설 2
비교와 경쟁 없이 기쁨과 행복과 평화를 가져올 수는 없는가. 어떤 일을 할 때, 자기가 좋아하는 일을 즐겁게 기꺼이 혼신을 기울여 신명나게 몰입하는 일이라면, 다른 사람을 의식하지도 보상을 기대하지도 않는다. 거기 경쟁의식은 없다. 오직 그 일 자체를 즐기고 좋아서 하는 것으로 그만이다. 그러한 상태에서는 누구도 아무런 저항이나 비교심으로 부러워한다거나 시기하고 질투하는 일은 없다. 경쟁 없는 세상, 경쟁 없이 사는 것이 불가능하다고 말하는 사람은 자신이 곧 사회임을 말한다. 그렇기 때문에 자신의 가치, 자신의 잣대, 자신이 믿고 의지한 사회라면, 그 사회는 자신의 가치와 의식을 그대로 반영하고 있다는 것이다. 그래서 스스로 경쟁 자체의 모순을 보지 못하고, 자신이 몸담고 있는 사회에서 필요악으로 끝없이 악순환 되는 경쟁문화를 정당화 하며, 경쟁의 그물에서 벗어나지 못한다. 경쟁은 상대의 실패와 패배를 전제로 이루어지는 승리감과 성취욕에 대한 집착이다. 집착은 인간에게 경쟁 없이는 세상을 살아갈 수 없는 굴레가 된다.
반면에 협력은 서로의 관계를 한 가지 가치 기준에서 개인의 능력만을 비교하는 것이 아니라, 서로 다른 다양한 가치를 존중하면서 공통으로 성취해가는 과정에서 함께 누리는 기쁨이다.
경쟁은 세계(상대)와 자신의 분열감에서 비롯한 인간의 인식과 심리적 불안에서 빚어진 문화적 산물이다. 누구와 상대적으로 비교하면서 느끼는 성취나 쾌락은 다시 상대적인 위치에서 좌절감과 고통으로 변한다.
시간의 기반 위에서 일어난 모든 경험은, 두뇌 속에 저장되어 조건반사적으로 더 나은 새로운 성취감을 얻으려고 반복하고자 한다. 이것이 집착이고 욕망이다. 욕망은 두뇌 속에서 일어나는 과거의 운동이다. 때문에, 반복하고자 하는 욕망은 미지의 새로운 것을 맞이할 수가 없다. 경쟁은 욕망의 에너지로 반복되는 모순과 심리적 분열의 경험이다. 그리하여 경쟁은 온갖 갈등과 긴장을 생산하고, 쾌락과 고통을 가져다주며, 인간관계의 파괴적 행동으로 감수성을 둔감하게 한다.
경쟁을 피하는 방법으로 협력을 생각하는 것은 옳지 않다. 협력을 바탕으로 한 경쟁이라는 말은 경쟁은 불가피한 것이며, 경쟁의 목표를 달성하기 위한 수단으로 협력과 타협한다는 것이다. 협력은 경쟁의 수정이 아니다. 협력은 경쟁과 타협하거나, 집단경쟁 속에 있는 협력도 아니다. 경쟁을 도피하여 추구하는 협력이라면, 그것은 협력이 아니고 협력이란 이름으로 수정된 경쟁이다. 협력 속에 가려진 무수한 형태의 위장된 경쟁이다. 그러한 타협적이고 정당화 된 경쟁관계를 윈-윈(동반승리)이라는 말이다. 협력은 경쟁의 수단이 될 수가 없다. 협력의 수단으로 경쟁을 가져오지도, 경쟁을 수단으로 협력을 가져올 수도 없다. 목적과 취지가 아무리 좋아도 수단에 의해서 목적과 취지는 변하기 때문이다. 수단이 목적을 결정한다는 사실을 망각한 인식의 오류이고, 심리적 사고의 모순이다.

## 경쟁 이데올로기
김누리는 경쟁교육은 야만적인 것(공병효, 교육받은 야만인)이다라고 말하면서, 경쟁은 인간사회에서 하나의 이데올로기라고 하였다. "우리가 보편적으로 당연하게 여기는 지식, 경쟁은 불가피하다. 때로는 좋은 것이다. 이게 사람들이 보편적으로 가지고 있는 생각. 그런 것들을 이데올로기라고 부른다. 이데올로기라는 말은 알 필요가 있다. 이데올로기의 특징은 자신을 자연화한다. 마치 자연상태가 늘 그런 것처럼 당연하게 받아들이는 현상을 말한다. 경쟁은 자본주의가 만들어낸 이데올로기라는 뜻이다. 모든 지배적 지식은 지배하는 자의 지식이다. 만약에 이 사회를 지배하는 자들이 인간이 살만한 사회, 행복한 사회를 만들었다면, 그러한 지식은 우리가 무비판적으로 받아들여도 된다. 그런데 끔찍한 지옥을 만들었다면, 무비판적으로 받아들이는 것은 나를 더 노예로 종속적 관계로 만드는 무시무시한 일인 것이다."
공병효는 인간의 불행은 비교에서 온다고 말하면서, 삶의 모든 분야에서 사람들은 왜 다른 사람과 일일이 비교해야만 하는지 되묻는다. 그러면서 그는 "그 어떤 인간도 다른 사람보다 우월하지도 않고 열등하지도 않다. 자신만의 고유한 존재를 하나의 획일화 된 기준에서 비교하고 우열을 가리는 것은 불가능한 일이다. 그것은 인간이 경쟁이데올로기에 갇혀있기 때문이다. 비교하고 우열감을 갖는 모든 경쟁의 결과를 자신과 동일시 하는 것은 조건화 된 삶을 사는 것이다. 이렇게 경쟁으로 조건화 된 집단적인 문화가 경쟁이데올로기를 낳았다." 실용적인 조건이 아니라, 모든 심리적인 조건에 길들여진 마음과 그렇지 않은 마음을 일러, 그는 '조건이 부여된 마음'과  '조건이 부여되지 않은 마음'이라고 부른다. 인간의 불행은 ‘조건이 부여된 마음'과 ‘조건이 부여되지 않은 마음'으로 분열된 이중성 때문이라고 말하면서, 그는 조건이 부여된 자기동화 속에 갇혀 있는 인간을 '교육받은 야만인' 이라고 하였다.

## 같이 보기
- 라이벌

## 참고 문헌
- 알피 콘, 《경쟁을 넘어서》비봉출판사 1995.(No Contest, by Alfie Kohn) 참조
- 공병효, 《교육받은 야만인》1994.(국립중앙전자도서관 소장)참조
- 《교육과 사색》 2013.12월호 참조